# Стенін Кедр
Сте́нін Кедр (рос. Стенин Кедр) — селище у складі Гаринського міського округу Свердловської області.
Населення — 9 осіб (2010, 4 у 2002).
Національний склад населення станом на 2002 рік: росіяни — 50 %.